# Irfan Škiljan
Irfan Škiljan (ur. 1973 w Jajcach) – austriacko-bośniacki informatyk, autor programu IrfanView.
Wychowywał się w Jajcach, gdzie ukończył szkołę podstawową. Okres wojny w Bośni spędził w Zagrzebiu i Belgradzie. Żyje i pracuje w Wiedniu. Ukończył studia na Uniwersytecie Technicznym w Wiedniu (TUWien). Jest specjalistą od grafiki i programów graficznych, zarówno przez wzgląd na swój sztandarowy program, rozwijany od 1996 roku, jak i ze względu na kierunek swoich studiów na TUWien. Oprócz rozwijania IrfanView pracuje sporadycznie nad różnymi programami graficznymi dla różnych firm.
Ponieważ IrfanView nie jest darmowy w zastosowaniach komercyjnych, stanowi główne źródło dochodu autora. Škiljan nadal pracuje nad jego rozwojem oraz zajmuje się sprawami związanymi z tym programem.